# مارگو لویولا
مارگو لویولا (اسپانیایی: Margot Loyola‎؛ ۱۵ سپتامبر ۱۹۱۸ – ۳ اوت ۲۰۱۵) که نام کوچکش گاهی مارگوت هم تلفظ می‌شود، یک موسیقی‌دان، موسیقی‌شناس، خواننده و پژوهشگر موسیقی شیلی و آمریکای لاتین اهل شیلی بود.
او دانش آموختهٔ «کنسرتوار ملی موسیقی شیلی» بود و در زمینهٔ انسان‌شناسی/مردم‌نگاری و موسیقی‌شناسی بومی و فولکلور آمریکای جنوبی و شیلی پژوهش‌های گسترده‌ای دارد و تعداد قابل توجی مقاله و کتاب در این‌باره منتشر کرده‌است. وی آموزشگر موسیقی هم بود.
او از سال ۱۹۷۲ میلادی استاد رشته موسیقی در «دانشگاه شیلی» بود و به سبب خدماتش به هنر موسیقی، در سال ۱۹۹۴ برندهٔ «جایزه ملی هنر» و در سال ۲۰۰۱ میلادی برندهٔ «جایزهٔ شیلی» شد. او در سن ۹۶ سالگی در سانتیاگو درگذشت.